# Chip Zien
Chip Zien, né à Milwaukee (Wisconsin) le 20 mars 1947, est un acteur américain.

## Filmographie

### Au cinéma
- 1979 : The Rose : Reporter
- 1981 : So Fine : Wise Guy in Disco
- 1984 : The House of God : Eat-My-Dust-Eddie
- 1984 : Grace Quigley : Dr. Herman
- 1986 : Howard... une nouvelle race de héros (Howard the Duck) : Howard T. Duck (voix)
- 1987 : Hello Again : Reporter #4
- 1994 : Mrs Parker et le Cercle vicieux (Mrs Parker and the Vicious Circle) : Franklin P. Adams
- 1995 : Die Schelme von Schelm : Treitel / The Donkey (voix)
- 1998 : Snake Eyes : Mickey Alter
- 1998 : Couvre-feu : Chief of Staff
- 1999 : Brooklyn Thrill Killers : Harry Lieberman
- 1999 : Breakfast of Champions : Andy Wojeckowzski
- 2006 : Vol 93 (United 93) : Mark Rothenberg
- 2009 : Rosencrantz and Guildenstern Are Undead : Dr. Marsh
- 2012 : Commentary : Clifford Blowman
- 2013 : That's News to Me : Dr. Henschel

### À la télévision
- 1995-1997 : Presque parfaite : Gary Karp
- 1999-2000 : Un agent très secret : Gerald Misenbach
- 2003-2004 : Les Experts (saison 4)
- 2016-2016 : The Night Of : Dr Katz

## Au théâtre
- 1974 : Ride the Windsv : Inari
- 1980 : Le Suicidé de Nikolaï Erdman : Victor Victorovich
- 1989 : Grand Hotel : Otto Kringelein
- 2002 : The Boys from Syracuse : Dromio of Ephesus
- 2005 : Chitty Chitty Bang Bang